# زمین‌لرزه ۱۹۶۶ شیلی
زمین‌لرزه شیلی  در تاریخ ۲۸ دسامبر ۱۹۶۶ میلادی، برابر با ‎۷ دی ۱۳۴۵، ساعت ۸:۱۸:۰۷ به زمان یوتی‌سی در شیلی رخ داد. ژرفای این زلزله ۳۰ کیلومتر بود. بزرگی آن ۷٫۷ در مقیاس Mw اعلام شده‌است. زمین‌لرزه به وقت محلی در روز چهارشنبه، ساعت ۴ روی داده و منطقه زمانی آن یوتی‌سی -۴ بوده‌است (با لحاظ تغییر ساعت تابستانی).
سازمان زمین‌شناسی آمریکا نیز جای این زمین‌لرزه را در مختصات ۲۵°۳۰′جنوبی ۷۰°۴۲′غربی / ۲۵٫۵°جنوبی ۷۰٫۷°غربی و بزرگی آنرا برابر با ۷٫۸ در مقیاس ریشتر اعلام کرده‌است. ژرفای گزارش شده از سوی این سازمان ۴۷ کیلومتر می‌باشد.
شمار کشتگان زلزله حدود ۳ نفر بوده‌است.تعداد زخمیان ۶ نفر برآورده شده‌است.سونامی نیز در این زلزله گزارش شده‌است.